# Des Balentien
Des Balentien (Curaçao, 22 december 1988) is een Nederlandse artiest, inspiratiespreker en ondernemer. Op social media is zij voornamelijk bekend om haar inspiratie-video's. Als rapper brengt ze werk solo uit en samen met anderen. De Zonamo-sessie met The PowerPuffs op YouTube werd vaak bekeken.

## Biografie
Balentien werd geboren op Curaçao en verhuisde naar Nederland toen ze elf maanden oud was. Ze groeide op tussen huiselijk geweld en met ouders die beiden verslaafd waren aan drugs en drank. Nadat haar moeder hertrouwde, woonde ze van haar 16e tot 18e in Indonesië en keerde toen weer terug. Haar motto is You gotta believe (YGB). Dit is een aansporing aan jongeren en haarzelf om in zichzelf te geloven. Hoewel gelovig, is het niet haar doel om anderen te bekeren.
In 2009 begon ze met haar entertainmentbedrijf Miracles, met het doel jongeren te motiveren door middel van opleiding, mode, entertainment, coaching en ondernemersvaardigheden. De start werd ingeluid met de organisatie van een clubavond in het Amsterdamse Akhnaton. Dit terugkerende evenement werd tot circa 2014 beschouwd als de meest succesvolle clubavond voor middelbare-schooljongeren in Amsterdam.
In februari 2015 besteedde NPO Spirit een reportage aan haar rol als motivatiespreker op scholen en via haar YGB-vlog. De teller van haar Facebook-pagina stond op dat moment op rond de 7000 likes. In februari 2016 was ze de hoofdgast in het programma De Ochtendkus van de NCRV. Hierin sprak ze over haar leven, waaronder over het moment toen haar broer door zestien kogels was getroffen. De nachtelijke operatie begeleidden zij en haar moeder met gebeden en de succesvolle afloop sterkte haar in haar geloof. In november 2016 hield ze een toespraak en interview in Tegenlicht Meet Up van de VPRO in Pakhuis de Zwijger.
Als rapper werkt ze onder haar eigen naam en als PowerPuffDesss (ook -Girl). Haar muziek is te horen via verschillende digitale kanalen. Met The PowerPuffs had ze een hitsessie via Zonamo Underground die meer dan 400.000 maal werd bekeken. Verder was ze onder meer in 2016 te zien in een Bam Sessie.
In 2016 bracht ze een vlog uit via haar YouTube-kanaal, waarin ze premier Rutte aansprak op zijn ambtseed Zo waarlijk helpe mij God almachtig. Ze riep hem op tot spiritueel leiderschap in reactie op Ruttes uitspraak tuig van de richel naar hoodvloggers die in Zaandam in opspraak waren geraakt. Deze vlog werd binnen enkele weken meer dan 100.000 maal bekeken.